# Bruce Low
Bruce Low geboren als Ernst Gottfried Bielke (Paramaribo, 26 maart 1913 - München, 3 maart 1990) was een Nederlandse schlager- en gospelzanger en acteur.

## Carrière
Zijn kindheid bracht Bruce Low door in Zuid-Amerika, samen met zijn drie zussen. Zijn vader was Hermann Moritz Bielke (1881 – 1955), die vanaf 1909 als missionaris werkzaam was in Suriname.
Vanaf 1921 bezocht hij de school in Nederland, alwaar hij speelde in de school-jazzband Tenorsaxophone. Ook zong hij in het plaatselijk kerkkoor. Na het eindexamen in 1932 in Zeist volgde hij een sportstudie aan de Deutsche Hochschule für Leibesübungen in Berlijn. Maar een ernstige blessure maakte een einde aan zijn studie voor sportleraar. In plaats daarvan nam hij zangonderricht bij de zangleraar Jacques Stückgold.
Zijn artiestencarrière kreeg pas gestalte na de oorlog. Hij organiseerde shows voor de Amerikanen in Nederland, contracteerde muziekgezelschappen, was conferencier en zong spirituele liederen, ook voor de radio. Daardoor werd hij in 1949 ingehuurd voor een show met Afrikaanse volksliederen in Wenen. Zijn carrière kwam pas echt op gang na het voordragen van enkele Duitstalige liederen aan een podiumwerker, waarbij hij werd gespot door mensen uit de muziekindustrie, die hem prompt een contract aanboden. Dankzij zijn basstem werd hij gevraagd om cowboyliederen te zingen. Het nummer Es hängt ein Pferdehalfter an der Wand was zijn doorbraak en grootste succes. In meerdere films zong hij nummers, zoals Tabak und Rum en Das alte Haus von Rocky Docky, dat in 1982 werd gecoverd door Peter Kraus. Nadat in de Wiener Volksoper het lied Kiss me Kate in de Duitse vertaling van Marcel Prawy een buitengewoon succes werd, ging Prawy met de Bernstein-musical Wonderful Town aan het werk, ook in de Wiener Volksoper. Bruce Low speelde hierin de hoofdrol van Bob Baker als partner van Olive Moorefield.
De aanrukkende rock-'n-roll-golf scheen een einde aan zijn carrière te maken en dus ging hij artikels schrijven bij het tijdschrift Jasmin onder het pseudoniem Thomas Gallauner. Aan het begin van de jaren 1970 werd zijn stem wederom gevraagd en vertolkte hij voornamelijk nieuwe, deels traditionele gospels. Met nummers als Noah, Das Kartenspiel en Die Legende von Babylon kwam hij nog eenmaal in de hitparaden. Hij trad op als gast in meerdere tv-uitzendingen en werd als presentator voor circusuitzendingen gevraagd. In de ZDF-quizshow Der große Preis had hij ook meermaals een optreden.
Op 11 februari 1958 nam hij deel aan het door Tanja Koen gepresenteerde Nationale Songfestival in Nederland met Neem Dat Maar Aan Van Mij en behaalde, met een onbekend aantal punten, de 10e plaats. In 1976 was hij deelnemer aan de voorronden van het Eurovisiesongfestival in West-Duitsland met het nummer Der Jahrmarkt unserer Eitelkeit met een 9e plaats.

## Privéleven
Twee jaar voor zijn dood openbaarde hij zijn memoires onder de titel: Es hängt ein Pferdehalfter an der Wand – das Lied meines Lebens. Hij overleed na een langdurige ziekte op 76-jarige leeftijd in een ziekenhuis in München.

## Discografie

### Singles
- ####: Es hängt ein Pferdehalfter an der Wand
- ####: Soviel Wind und keine Segel
- ####: Red River Song
- ####: Hafenlicht (Harbour Lights)
- ####: Abschied von Kingstontown
- ####: Polly-Wolly-Doodle
- ####: Noah
- ####: C’est si bon
- ####: Tabak und Rum
- ####: Hörst du sein heimliches Rufen
- ####: Leise rauscht es am Missouri
- ####: Don’t Cry Susan
- ####: Irgendwo auf fremden Straßen
- 1954: Das alte Haus von Rocky Docky
- ####: Heimat deine Sterne
- ####: Die verlorenen Inseln
- ####: Sodom und Gomorra
- ####: Die alte Weide
- 1954: Um die Ecke pfeift der Wind
- ####: A Dog and a Cat das heißt: Ein Hund und eine Katze
- ####: Weit, weit in der Sierra
- 1954: Pechschwarze Augen
- 1954: Reiterballade
- ####: Fernandos Cabaret
- 1956: Wenn die Sonne scheint in Texas
- 1956: Und es weht der Wind
- 1957: Theo
- 1961: Hafenlicht
- 1971: Noah
- 1974: Das Kartenspiel
- 1978: Die Legende von Babylon

### Album
- 1978: Die Legende von Babylon

## Filmografie
- 1950: Die Dritte von rechts
- 1952: Königin der Arena
- 1953: O Cangaceiro
- 1953: Träume auf Raten
- 1953: Wenn am Sonntagabend die Dorfmusik spielt
- 1953: Blume von Hawaii
- 1954: Geld aus der Luft
- 1957: Tante Wanda aus Uganda
- 1958: Ein Amerikaner in Salzburg
- 1961: Schlagerrevue 1962
- 1963: Die endlose Nacht
- 1966: Sperrbezirk
- 1969: Mir hat es immer Spaß gemacht
- 1970: 1971 - Die Journalistin (tv-serie)
- 1973: Welt am Draht (deel 1)
- 1975: Faustrecht der Freiheit
- 1979: Die Ehe der Maria Braun
- 1980: Die Jahre vergehen
- 1982: Victoria und ihr Husar

- Bibliothèque nationale de France: cb17020054g (data)
- Gemeinsame Normdatei: 118826778
- International Standard Name Identifier: 0000 0000 3355 0472
- Library of Congress Control Number: n99035039
- MusicBrainz: 3234e34f-2a76-4b0d-904d-cabd3db14306
- Virtual International Authority File: 45099024
- WorldCat: E39PBJtMjjkGrGVxKjYKkKbw4q